# Demonax probus
Demonax probus är en skalbaggsart som beskrevs av Holzschuh 1991. Demonax probus ingår i släktet Demonax och familjen långhorningar. Inga underarter finns listade i Catalogue of Life.